# Thérèse (Voltaire)
Thérèse war eine Komödie von Voltaire. Das 1743 verfasste Stück wurde nie auf öffentlichen Bühnen aufgeführt und hat sich nur in drei kurzen Fragmenten des ersten Aktes erhalten.

## Entstehung
Voltaire verfasste die Komödie Thérèse 1743. Das Stück wurde lediglich im privaten Rahmen aufgeführt. Émilie du Châtelet übernahm in einer der Aufführungen die Titelrolle. Entgegen seiner im Brief vom 4. Juli 1743 an Marie Dumesnil geäußerten Absicht reichte Voltaire die Komödie nie bei der Comedie Francaise ein. Das Manuskript ging verloren. Lediglich einige kürzere Fragmente überdauerten in Voltaires Nachlass.

## Drucklegung
Ein erstes Fragment wurde 1830 von Adrien-Jean-Quentin Beuchot bei Lefèvre in Paris im fünften Band der Oeuvres de Voltaire, dazu in auch einem Separatdruck, veröffentlicht. Der Publizist und Voltaireausgabensammler Desmond Flower veröffentlichte 1981 ein weiteres achtseitiges Fragment als Faksimile.

## Erste Ausgaben
- Fragment de Thérèse, 1743, Paris, Lefèvre, 1830, 8°, 16 S. online
- Thérèse: a fragment, For presentation to members of the Roxburghe Club, Desmond Flower, 1981, 20 S.